# Aqua Virgo
Aqua Virgo fue uno de los 11 acueductos que proveían a la antigua ciudad de Roma. El acueducto cayó en desuso con la decadencia del Imperio romano, pero se lo restauró completamente casi un milenio después, durante el Renacimiento, tomando su forma actual como el Acqua Vergine.

## Historia
Marco Agripa finalizó la construcción del Aqua Virgo el 9 de junio de 19 a. C.,
durante el reinado del emperador Augusto. Su fuente se encuentra junto al octavo mojón de la vía Colatina, a unos 3 km de la vía Prenestina. Según una leyenda transmitida por Frontino, unos soldados sedientos pidieron agua a una joven, quien les indicó el camino hacia el manantial que luego proveyó al acueducto. Aqua Virgo recibió su nombre debido a la joven.

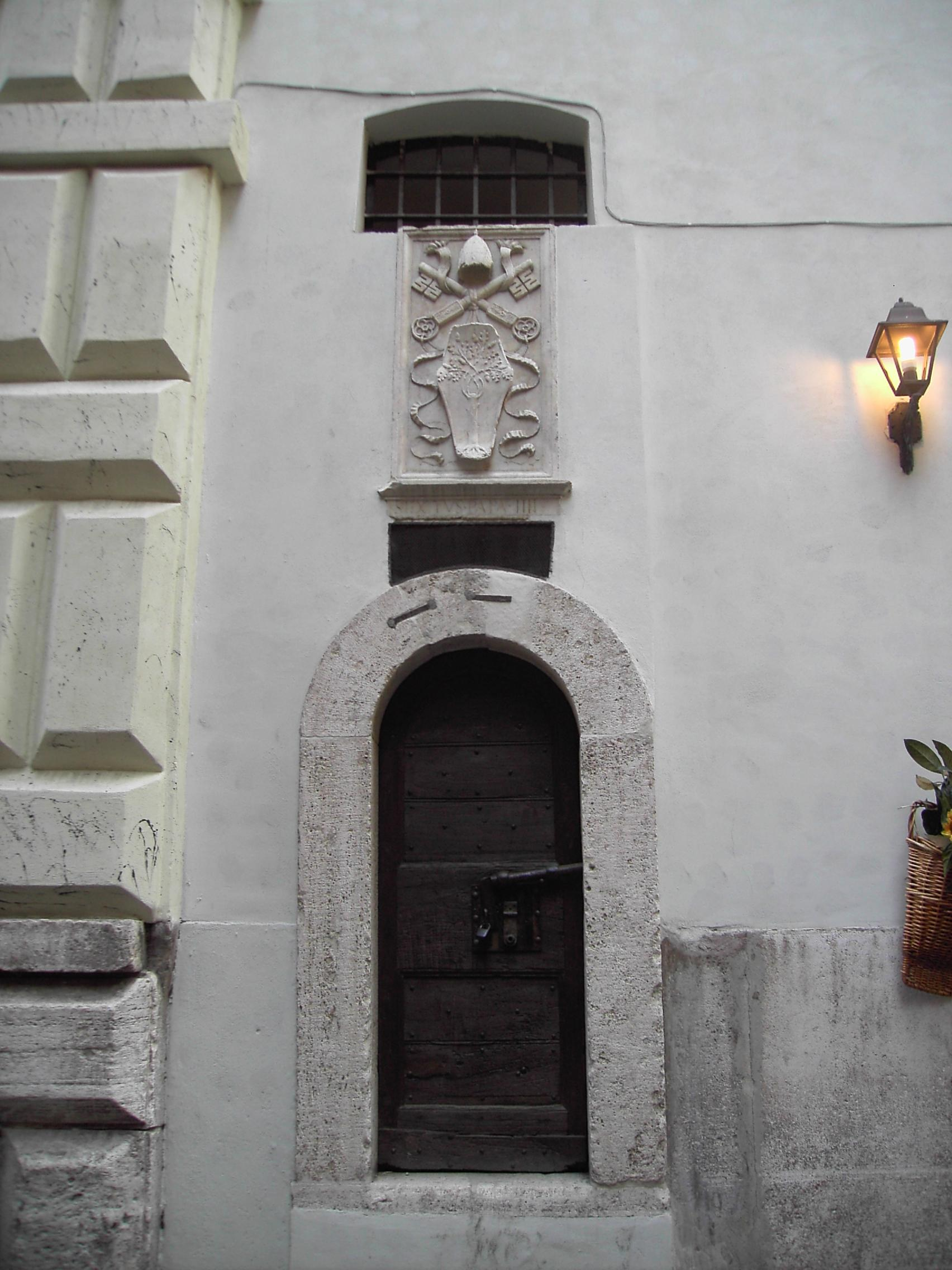
La entrada de servicio del ducto de Acqua Vergine, en Via del Nazareno

A lo largo de sus más de 20 km de longitud, el acueducto tenía un declive de solo 4 m para llegar a Roma en medio del Campus Martius. Durante su apogeo, el acueducto podía proveer más de 100 000 metros cúbicos diarios de agua. El acueducto corría bajo tierra en casi toda su longitud. Procopio afirma que en 537, mientras asediaban Roma, los godos trataron de utilizar este canal subterráneo como pasadizo secreto para invadir Roma.
Después del deterioro que sufrió tras la caída del Imperio romano, Aqua Virgo fue reparado por el papa Adriano I en el siglo VIII. Después de su completa restauración y las exhaustivas tareas de remodelaje desde su origen hasta sus puntos de salida entre las colinas de Pincio y Quirinal y dentro del Campo Marzio, el papa Nicolás V lo consagró como Acqua Vergine en 1453.
El 13 de junio de 2007, fue dañado por una obra de construcción.